# Blazor
Blazor — бесплатная веб-платформа с открытым исходным кодом, позволяющая разработчикам создавать веб-приложения с использованием C# и HTML. Разрабатывается корпорацией Microsoft.
Приложение Blazor может взаимодействовать с JavaScript (причем оба они работают на стороне клиента), например, вызывать (повторно использовать) функции JavaScript из .NET методов.

## Обзор
Анонсировано пять различных редакций приложений Blazor.
- Blazor Server: эти приложения размещаются на ASP.NET Core в ASP.NET Razor. Удаленные клиенты действуют как тонкие клиенты, а это означает, что основная нагрузка обработки ложится на сервер. Веб-браузер клиента загружает небольшую страницу и обновляет свой пользовательский интерфейс через соединение SignalR. Blazor Server был выпущен как часть .NET Core 3[8].
- Blazor WebAssembly: одностраничные приложения, которые перед запуском загружаются в веб-браузер клиента. Размер загрузки больше, чем для Blazor Server, зависит от приложения, а обработка полностью выполняется на клиентском оборудовании. Однако этот тип приложений отличается быстрым временем отклика. Как следует из названия, этот клиентский фреймворк написан на WebAssembly, а не на JavaScript (хотя их можно использовать вместе). Blazor WebAssembly 3.2.0 был выпущен 19 мая 2020 года[9].

Microsoft планирует выпустить выпуски Blazor PWA и Blazor Hybrid. Первый поддерживает прогрессивные веб-приложения (PWA). Последний представляет собой платформенный фреймворк, но по-прежнему отображает пользовательский интерфейс с использованием веб-технологий (например, HTML и CSS). Третий, Blazor Native — платформенный фреймворк, который визуализирует собственный пользовательский интерфейс платформы, также рассматривался, но еще не достиг стадии планирования.

### Поддержка
Начиная с версии 5.0 Blazor прекращает поддержку некоторых устаревших веб-браузеров, таких как Microsoft Edge Legacy и Internet Explorer 11.

## Пример кода
В следующем примере показано, как реализовать простой счетчик, который можно увеличивать нажатием кнопки:
```
<
h1
>
Blazor code example
</
h1
>

<
p
>
count: @count
</
p
>

<
button
 
class
=
"btn btn-primary"
 
@
onclick
=
"IncCount"
>
Click to increment
</
button
>

@code {
  private int count = 0;

  private void IncCount()
  {
    count++;
  }
}

```